# Warszawski Rocznik Literacki
Warszawski Rocznik Literacki poświęcony Literaturze, Oświacie, Bibliografii i Księgarstwu – periodyk wydawany w Warszawie w latach 1872–1882. Jego redaktorem był Stanisław Jan Czarnowski. 
Wokół pisma skupione było środowisko warszawskich pozytywistów. Było podzielone na działy: literacki, bibliograficzny i księgarski. Na jego łamach zamieszczano charakterystykę stanu polskiej literatury w danym roku, recenzje i spisy nowych publikacji literackich, również życiorysy, nekrologi, informacje o placówkach związanych z literaturą.
Do pisma pisali m.in. Aleksander Świętochowski, J. M. Kamiński, F. Krupiński, L. Mikulski, Walery Przyborowski, J. Statkowski, Piotr Chmielowski.